# Vaniyambadi
Vaniyambadi è una suddivisione dell'India, classificata come municipality, di 85.459 abitanti, situata nel distretto di Vellore, nello stato federato del Tamil Nadu. In base al numero di abitanti la città rientra nella classe II (da 50.000 a 99.999 persone).

## Geografia fisica
La città è situata a 12° 41' 03 N e 78° 36' 09 E.

## Società

### Evoluzione demografica
Al censimento del 2001 la popolazione di Vaniyambadi assommava a 85.459 persone, delle quali 42.559 maschi e 42.900 femmine. I bambini di età inferiore o uguale ai sei anni assommavano a 10.807, dei quali 5.569 maschi e 5.238 femmine. Infine, coloro che erano in grado di saper almeno leggere e scrivere erano 58.385, dei quali 31.158 maschi e 27.227 femmine.